# Europese Zuidelijke Sterrenwacht

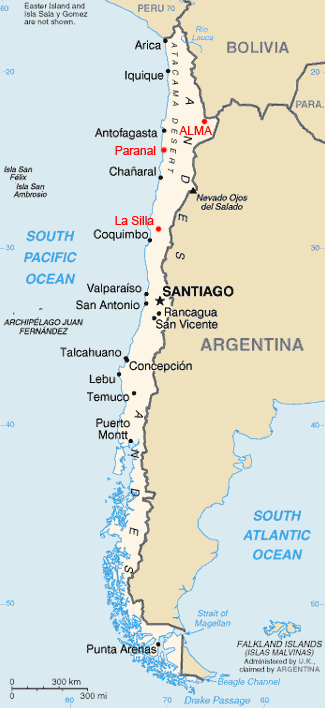
Kaart met de locaties van ESO-observatoria.

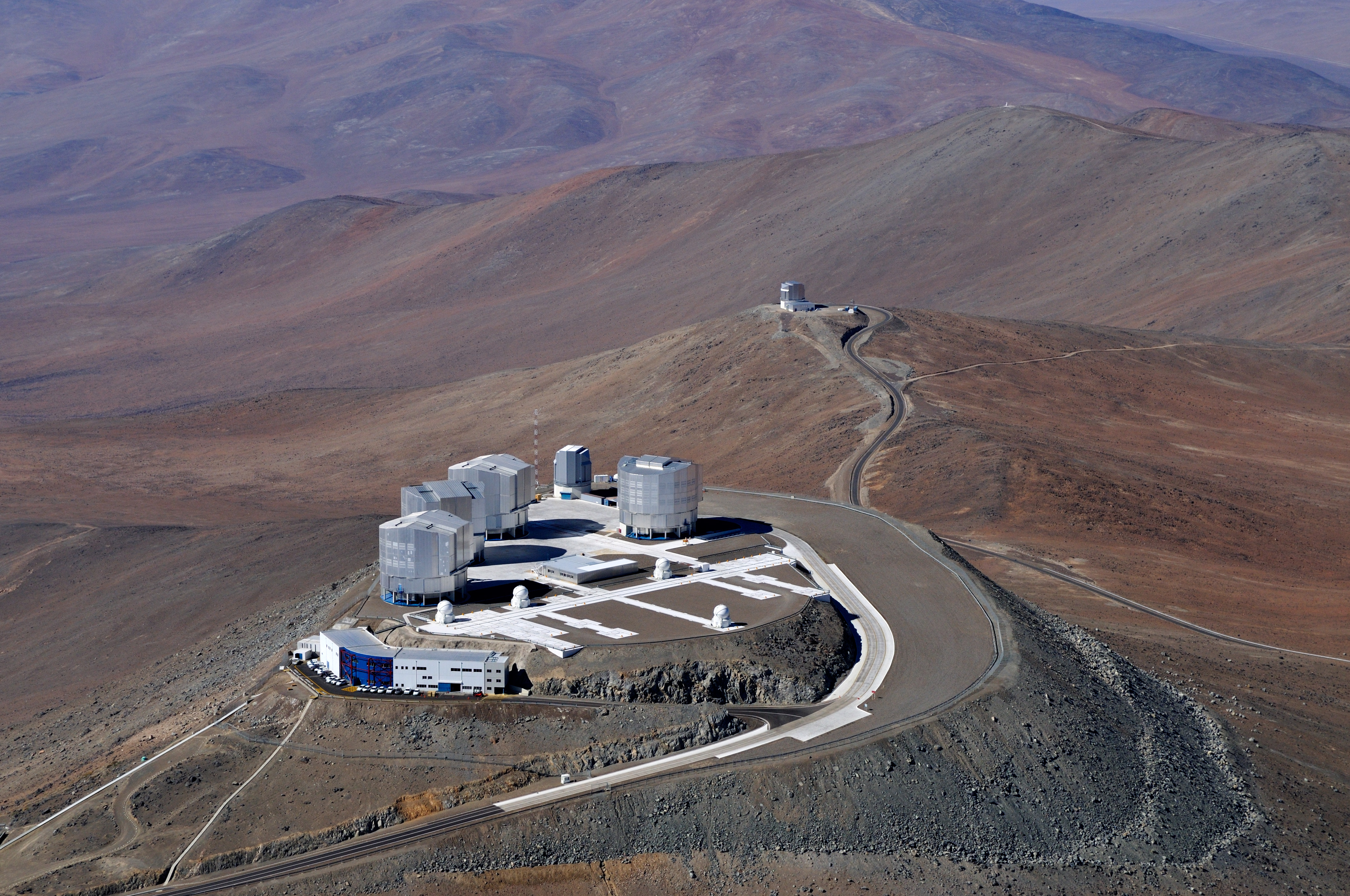
De Very Large Telescope op de Cerro Paranal (Chili) in vogelvlucht

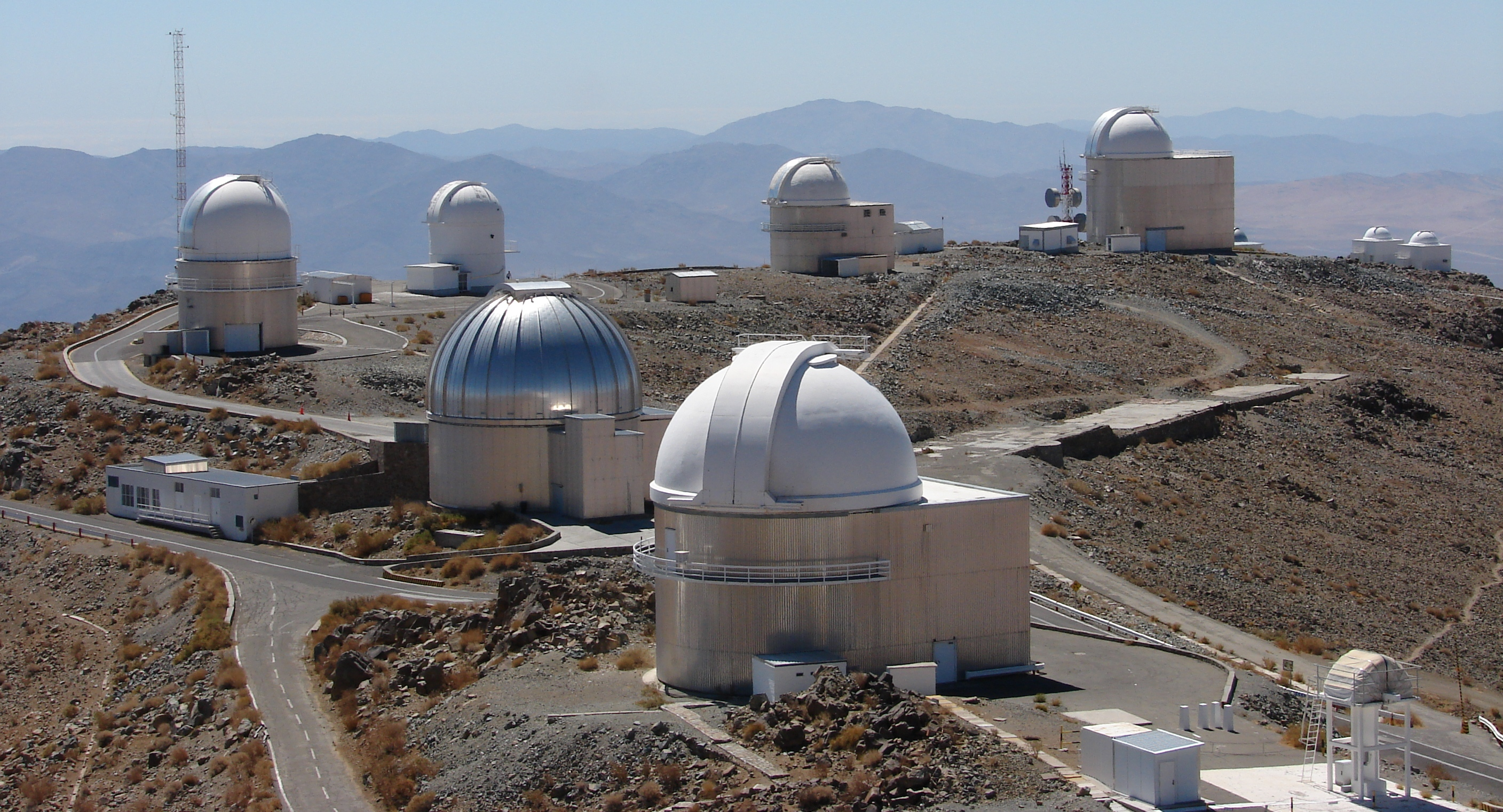
Het La Silla-observatorium

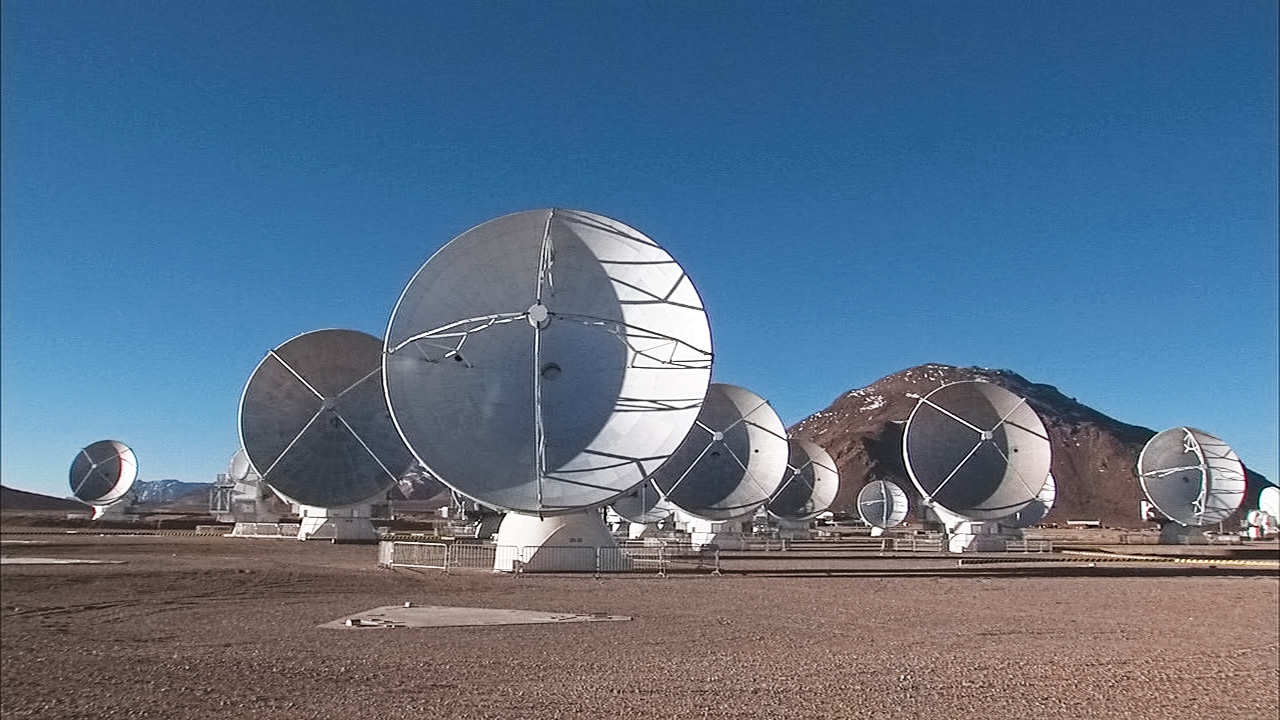
Het Atacama Large Millimeter Array

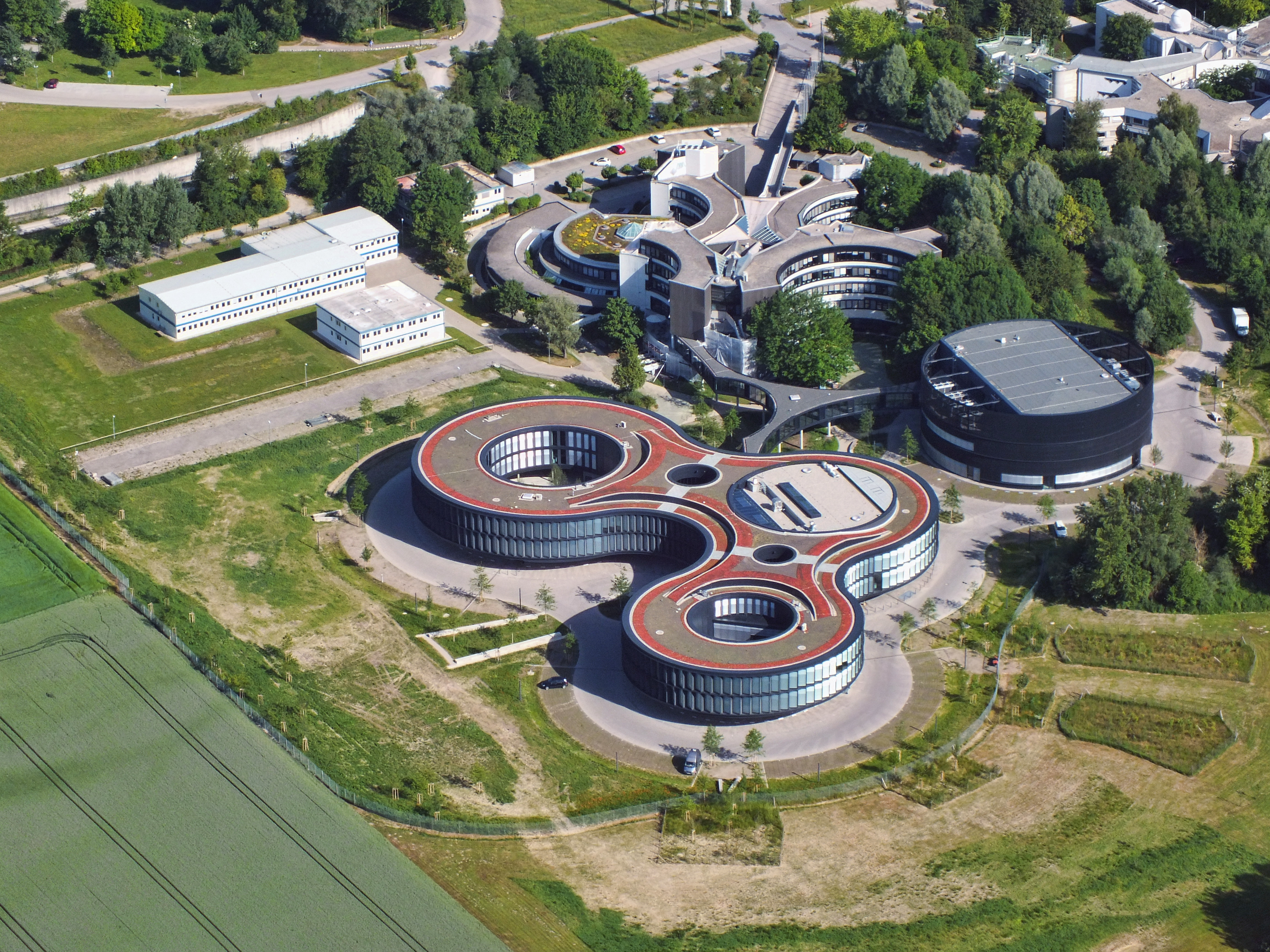
Het hoofdkantoor van ESO in Garching

De Europese Zuidelijke Sterrenwacht (European Southern Observatory, afgekort ESO) is een Europese organisatie die zich bezighoudt met astronomisch onderzoek. ESO werd opgericht in 1962 en het hoofdkantoor is sinds 1980 gevestigd in Garching bei München (daarvoor in Genève). 

## Algemeen
De ESO beheert drie sterrenwachten in Chili, een op La Silla, ten oosten van La Serena, de ander op Paranal, ten zuiden van Antofagasta. Op Paranal bevindt zich de Very Large Telescope (VLT). Op de hoogvlakte van Chajnantor is op 5000 meter hoogte, samen met andere organisaties uit de Verenigde Staten en Japan, de Atacama Large Millimeter Array (ALMA, een interferometer voor microgolven) gebouwd. Dit project begon eind jaren 90 en was in maart 2013 volledig operationeel.
De Nederlandse sterrenkundige Jan Hendrik Oort heeft samen met Walter Baade in 1953
aan de wieg gestaan van ESO.

## Deelnemende landen
Van ESO zijn zestien landen lid: België, Denemarken, Finland, Frankrijk, Duitsland, Groot-Brittannië, Ierland, Italië, Nederland, Oostenrijk, Polen, Portugal, Spanje, Tsjechië, Zweden en Zwitserland. Brazilië is geaccepteerd als 17e lid, maar de Braziliaanse regering heeft het lidmaatschapsverdrag nog niet geratificeerd. Omdat ratificatie uitbleef, werd het toetredingsproces in 2018 opgeschort. Op de panelen waar de vlaggen van deelnemende landen staan, zal behalve vlaggen van de lidstaten ook steeds de Chileense vlag staan, omdat Chili, hoewel zelf geen lidstaat, geprivilegieerde partnerstaat is, vanwege de rol die het land speelt als gastland voor de observatoria en om de formele ondersteuning die het land geeft door de verdragen die de ruimtelijk afgebakende wetenschapszones met diplomatieke onschendbaarheid hebben mogelijk gemaakt, onder meer rond de bergtop Cerro Paranal met zijn VLT, VLTI, VISTA en VST, en rond de hoogvlakte van Chajnantor, waar zich de Atacama Large Millimeter Array (ALMA) en de APEX submillimetertelescoop van ESO bevinden.

## Verdere ontwikkeling
Voor de verdere toekomst werd er gewerkt aan plannen voor een spiegeltelescoop van 30 à 60 m, met de voorlopige naam Extremely Large Telescope (ELT). In 2009 werd in dit kader concreet gedacht aan spiegel van 42 meter, met adaptieve optiek, die honderdmaal zo gevoelig zal zijn als de Very Large Telescope. In april 2010 werd besloten dat de nu 39,3 meter telescoop op de Cerro Armazones, eveneens in Chili, zou worden gebouwd. Op 19 juni 2014 is met de bouw begonnen. 
In een eerder stadium werd gedacht aan een nog grotere telescoop, de Overwhelmingly Large Telescope (OWL). Vanwege de complexiteit en de hoge kosten is dit plan op de lange baan geschoven, ten gunste van de ELT.

## Nederlandse directeuren
Een aantal Nederlanders is directeur geweest van ESO: Adriaan Blaauw (1970 tot 1975), Lodewijk Woltjer (1975 tot 1988), Harry van der Laan (1988 tot 1993), en Tim de Zeeuw (2007 tot 2017).

## Lidstaten
| Lidstaat            | lid sinds           |
| ------------------- | ------------------- |
| België              | 1962                |
| Duitsland           | 1962                |
| Frankrijk           | 1962                |
| Nederland           | 1962                |
| Zweden              | 1962                |
| Denemarken          | 1967                |
| Zwitserland         | 1981                |
| Italië              | 1982 (24 mei)       |
| Portugal            | 2000 (27 juni)      |
| Verenigd Koninkrijk | 2002 (8 juli)       |
| Finland             | 2004 (1 juli)       |
| Spanje              | 2006 (1 juli)       |
| Tsjechië            | 2007 (1 januari)    |
| Oostenrijk          | 2008 (1 juli)       |
| Polen               | 2015                |
| Ierland             | 2018 (28 september) |